# Randy Rose
Randy Rose (nacido el 19 de julio de 1956 en Nashville, Tennessee, Estados Unidos) es un  luchador profesional estadounidense retirado. Luchó desde 1977 hasta 1992.

## Campeonatos y logros
- American Wrestling Association

- AWA World Tag Team Championship (1 vez) - con Dennis Condrey

- Central States Wrestling

- NWA Central States Tag Team Championship (1 vez) - con Bryan St. John

- Deep South Wrestling

- Deep South Heavyweight Championship (1 vez)

- Southeastern Championship Wrestling

- NWA Southeastern Tag Team Championship (13 veces) - con Dennis Condrey (10), Ron Bass (1), Jimmy Golden (1), y Pat Rose (1)

- Windy City Wrestling
  - WCW Tag Team Championship (1 vez) - con Dennis Condrey[2]